# Louis Bromfield

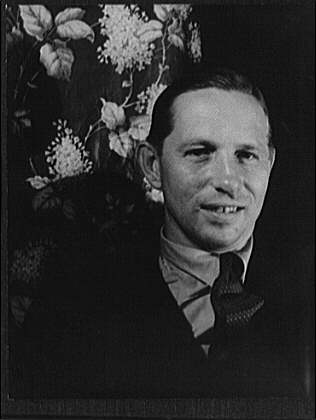
Louis Bromfield, am 2. November 1933, Fotograf Carl van Vechten

Louis Bromfield, eigentlich Louis Brumfield, (* 27. Dezember 1896 in Mansfield, Ohio; † 18. März 1956 in Columbus, Ohio) war ein US-amerikanischer Schriftsteller.

## Leben
Bromfields Vorfahren waren unter den ersten Siedlern Ohios; sein Vater war Charles Brumfield und seine Mutter Annette M. Coulter. Nach seiner Schulzeit begann er 1914 Landwirtschaft an der Cornell University (Ithaca) zu studieren. 1916 wechselte er an die Columbia University (New York), um dort Journalismus, Literatur und Philosophie zu studieren. Dort schloss er sich der Studentenverbindung Phi Delta Theta an.
Durch diese Vereinigung machte Bromfield Bekanntschaft mit dem American Field Service. Als dessen Mitglied kam er während des Ersten Weltkriegs nach Frankreich. Später kämpfte er dort als Soldat. Nach dem Krieg kehrte er in die USA zurück und ließ sich in New York nieder. Dort arbeitete er als Lektor, Dramaturg und Musik- und Theaterkritiker und begann sein erstes Buch zu schreiben.
1921 heiratete Bromfield in New York Mary Appleton Wood, eine Tochter des Staatsanwalts Chalmers Wood und dessen Ehefrau Ellen Apleton Smith. Mit seiner Ehefrau hatte Bromfield drei Töchter, Ann, Hope und Ellen. 1924 konnte Bromfield mit Das Leben der Lily Shane (The Green Bay Tree) sehr erfolgreich debütieren. Diesem ersten Band einer Tetralogie folgten schon bald – ebenfalls erfolgreich – die Bände Die Besessenen (Possession), Früher Herbst (Early Autumn) und Welch eine Frau ... (A good woman).
Ab 1928 verbrachte Bromfield mehrere Jahre in Frankreich und in Indien. In Frankreich arbeitete er auch journalistisch, einen großen Teil seiner Zeit verwendete er aber für sein eigenes literarisches Werk. 1938 kehrte er zurück und ließ sich im Richland County (Ohio) nieder. Dort gründete er seine Malabar Farm (heute Malabar Farm State Park).
Mit beinahe 60 Jahren starb Louis Bromfield am 18. März 1956 in Columbus (Ohio) und fand dort auch seine letzte Ruhestätte.

## Ehrungen
- 1927 Pulitzer-Preis für Early Autumn
- 1928 Wahl zum Mitglied der American Academy of Arts and Letters[3]
- Ehrendoktor der Columbia University
- Croix de guerre
- Ritter der Ehrenlegion

## Werke
Autobiographie
- 1955 „From My Experience. The Pleasures and Miseries of Life on a Farm“, Autobiographie

Briefe
- Daniel Bratton (Hrsg.): Yrs. ever affly. The Correspondence of Edith Wharton and Louis Bromfield. University Press, East Lansing in Michigan 2000, ISBN 0-87013-516-3.

Erzählungen
- 1944 So ist die Welt, Scherz Verlag, Bern 1946 („The World We Live In“, Erzählungen)
- 1950 Das einsame Mädchen. Zwei Erzählungen. Verlag die Arche, Zürich 1950
- 1953 Zenobia. 5 Stories Nymphenburger Verlagshandlung, München 1957 („Up Ferguson Way“, Erzählungen)
- 1955 Von Tieren und anderen Leuten Franckh, Stuttgart 1958 („Animals and other people“, Erzählungen)

Romane
- 1924 Das Leben der Lily Shane, Scherz Verlag, Bern 1954 („The Green Bay Tree“, Roman)
- 1925 Die Besessenen, Scherz Verlag, Bern; Stuttgart; Wien 1957 („Possession“, Roman)
- 1926 Früher Herbst (früherer Titel „Olivia Pentland“), Scherz Verlag, Bern; Stuttgart; Wien 1958 („Early Autumn“, Roman)
- 1927 Welch eine Frau ..., Scherz Verlag, Bern 1956 („A Good Woman“, Roman)
- 1927 „The Work of Robert Nathan“, Roman
- 1928 Der Fall Annie Spragg, Scherz Verlag, Bern 1951 („The Strange Case of Miss Annie Spragg“, Roman)
- 1929 „Awake and Rehearse“, Kurzgeschichten
- 1930 „Tabloid News“, Kurzgeschichte
- 1930 24 Stunden, Fischer Bücherei, Frankfurt a. M. 1962 („Twenty-four Hours“, Roman)
- 1931 New Yorker Legende, Verlag die Arche, Zürich 1950 („New York Legend“, Roman)
- 1932 Ein Held unserer Zeit, Scherz Verlag, Bern 1953 („A Modern Hero“, Roman)
- 1933 „The Farm“, Roman
- 1934 "No. 55", " The Listener", "Fourteen Years After", "Miss Mehaffy" in „Here Today and Gone Tomorrow“, Kurzgeschichten
- 1935 Der Mann, der alles hatte, Humanitas Verlag, Zürich 1940 („The Man Who Had Everything“, Roman)
- 1936 So musste es kommen, Humanitas Verlag, Zürich 1943 („It Had to Happen“, Roman)
- 1936 Bitterer Lotus, Humanitas Verlag, Zürich 1941 („Bitter Lotus, Cleveland, Ohio: The World Publishing Company“, Roman)
- 1937 Der große Regen, Propyläen Verlag, Berlin 1939 („The Rains Came“, Roman)
- 1939 Jedem das Seine, Scherz Verlag, Bern 1955 („McLeod´s Folly“, Roman)
- 1939 „England: A Dying Oligarchy“, Roman
- 1939 "The Hand of God", "The Girl Who Knew Everybody", "Good Time Bessie", „That Which Never Returns“, "Better Than Life", "Aunt Flora" in "It Takes All Kinds", Kurzgeschichten
- 1940 Nacht in Bombay, Scherz Verlag, Bern 1941 („Night in Bombay“, Roman)
- 1941 Traum in Louisiana, Scherz Verlag, Bern 1943 („Wild Is the River“, Roman)
- 1942 Beim Morgengrauen, Scherz Verlag, Bern 1947 („Until the Day Break“, Roman)
- 1943 Mrs. Parkington, Scherz Verlag, Bern 1947 („Mrs. Parkington“, Roman)
- 1944 Der Weg der Anna Bolton, Scherz Verlag, Bern 1945 („What Became of Anna Bolton“, Roman)
- 1945 Tal meiner Sehnsucht, Europäische Verlagsanstalt, Frankfurt a. M. 1952 („Pleasant Valley“, Roman)
- 1946 „A Few Brass Tacks“, Roman
- 1947 Colorado, Scherz Verlag, Bern 1948 („Colorado“, Roman)
- 1947 Kenny, Scherz Verlag, Bern 1948 („Kenny“, Roman)
- 1948 „Malabar Farm“, Roman
- 1948 Zwei Sommer, Scherz Verlag, Bern 1949 („The Wild County“, Roman)
- 1950 „Out of the Earth“, Roman
- 1951 Mr. Smith, Scherz Verlag, Bern 1952 („Mr. Smith“, Roman)
- 1952 „The Wealth of the Soil“, Roman

Sachbuch
- 1954 Vom Unfug der Gewalt. Ein neues Konzept für eine verwirrte Welt, Econ Verlag, Düsseldorf 1955 („A New Pattern for a Tired World“, Sachbuch)

## Verfilmungen
- Marion Gering (Regie): Verhängnis eines Tages (24 Hours) 1931 (nach dem gleichnamigen Roman).
- Georg Wilhelm Pabst (Regie): Ein moderner Held. 1934 (nach dem gleichnamigen Roman).
- Clarence Brown (Regie): Nacht über Indien (The Rains Came). 1939.
- Lewis Seiler (Regie): Ein Nachtclub für Sarah Jane (It all came true). 1940.
- Henry Hathaway (Regie): Treck nach Utah (Brigham Young - Frontiersman). 1940.
- William K. Howard (Regie): Johnny Come Lately (McLeod's Folly). 1943.
- Tay Garnett (Regie): Tagebuch einer Frau (Mrs. Parkington). 1944.
- Jean Negulesco (Regie): Der große Regen (The rains of Ranchipur). 1955 (nach dem gleichnamigen Roman).